# Walter Julián Martínez
Walter Julián Martínez Ramos, född 28 mars 1982 i Tegucigalpa, Honduras, död 11 augusti 2019 i New York, var en honduransk fotbollsspelare. Han har även representerat Honduras landslag.